# Tetragramma donaldtrumpi
|  | Dieser Artikel wurde aufgrund von formalen oder inhaltlichen Mängeln in der Qualitätssicherung Biologie im Abschnitt „Paläontologie“ zur Verbesserung eingetragen. Dies geschieht, um die Qualität der Biologie-Artikel auf ein akzeptables Niveau zu bringen. Bitte hilf mit, diesen Artikel zu verbessern! Artikel, die nicht signifikant verbessert werden, können gegebenenfalls gelöscht werden. Lies dazu auch die näheren Informationen in den Mindestanforderungen an Biologie-Artikel. Begründung: Vollprogramm |

 Tetragramma donaldtrumpi  ist ein fossiler Seeigel, er wurde von William R. Thompson Jr., einem privaten Fossilienliebhaber und -sammler, im Jahr 2016 erstbeschrieben.
Der Fundort stammt zeitlich aus der Unterkreide, in der Glen Rose Formation in der Nähe von Glen Rose, Texas, in den Vereinigten Staaten.
Die Gattung Tetragramma wird vom Oberjura (Oxfordium) bis zur Oberkreide (Turonium) nachgewiesen.
William R. Thomson Jr. wollte Donald Trump, zu diesem Zeitpunkt amerikanischer Präsidentschaftskandidat, mit der Namensgebung ehren.